# Białe Błota
Białe Błota (in tedesco Weißfelde) è un comune rurale polacco del distretto di Bydgoszcz, nel voivodato della Cuiavia-Pomerania.
Ricopre una superficie di 122,1 km² e nel 2004 contava 13723 abitanti.
Tra le frazioni facenti parte del comune vi è Lisi Ogon.